# Поршур-Тукля
Поршу́р-Тукля́ (рос. Поршур-Тукля) — присілок у складі Увинського району Удмуртії, Росія.

## Населення
Населення — 914 осіб (2010; 887 в 2002).
Національний склад станом на 2002 рік:
- удмурти — 78 %

## Урбаноніми[3]
- вулиці — 40 років Перемоги, Зарічна, Лісова, Лудзільська, Нагірна, Післегіна, Радянська, Східна, Шкільна, Шушминська